# Tabanus boharti
Tabanus boharti är en tvåvingeart som beskrevs av Philip 1950. Tabanus boharti ingår i släktet Tabanus och familjen bromsar. Inga underarter finns listade i Catalogue of Life.